# Río Negro (Abuná)
Der Río Negro (span. für „schwarzer Fluss“) im Departamento Pando in Bolivien ist ein rechter Zufluss des Río Abuná im Amazonas-Tiefland in Südamerika.

## Flusslauf
Den Oberlauf des Flusses bilden verschiedene kleinere Flüsse, die ihren Ursprung in der Provinz Abuná bei der Gemeinde San Juan de Nuevo Mundo haben. Der Fluss hat eine Gesamtlänge von 381 Kilometern und fließt zuerst 30 Kilometer in südöstlicher Richtung, dann 30 Kilometer nach Nordosten, 50 Kilometer nach Osten, dann 190 Kilometer nach Nordosten und die restlichen 80 Kilometer in nördlicher Richtung. Der Fluss mündet in den Río Abuná an der Grenze zwischen Bolivien und Brasilien.
An der Mündung des Río Negro liegt die bolivianische Siedlung Río Negro.